# Bent Spoon Award
O Bent Spoon Award é um prêmio conferido pelo Australian Skeptics, "presenteado ao o autor do mais absurdo pedaço de besteira paranormal ou pseudocientífico". O nome do prêmio é uma referência ao entortamento de colheres de Uri Geller. Apesar de premiado anualmente desde 1982, somente uma cópia do troféu existe.
O vencedor deve ou ser australiano ou ter realizado suas atividades na Austrália.